# Batalla de Kampot
La batalla de Kampot fue un conflicto acaecido en durante la guerra civil camboyana, entre la República Jemer –aliada de Estados Unidos– y las guerrillas maoístas de los Jemeres Rojos, quienes se disputaban el control de dicha ciudad.

## Desarrollo
El 26 de febrero, los Jemeres Rojos comenzaron sus ataques a Kampot, empleando cohetes de 107 mm y morteros de 120 mm.
Durante la primera semana, elementos de las 12.ª y 68.ª Brigadas abandonaron sus posiciones, mientras que los 201.º y 68.º Batallones fueron disueltos luego de que hasta 300 soldados desertaran en el primer día del asalto enemigo. Esto permitió a los Jemeres rojos capturar la red de abastecimiento de agua potable, con lo cual, la mitad de los habitantes de Kampot huyeron de la ciudad.
Contando con apoyo aéreo y de artillería, las 12.ª y 20.ª Brigadas lanzaron un contraataque por el noreste y establecieron posiciones defensivas. Entre los días 2 y 10 de marzo, las tropas republicanas recibieron un refuerzo de dos batallones y seis obuses de 105 mm. Sin embargo, pese a la tenaz resistencia de los soldados republicanos, la guerrilla logró hacerse con la ciudad el 2 de abril.

## Consecuencias
Al día siguiente, los Jemeres Rojos rodearon el aeródromo cercano, y el ejército debió abandonar sus posiciones una vez que sus líneas colapsaran. Tras esto, lanzaron una nueva ofensiva, con el objetivo de capturar Udong.